# Киевская площадь (Луцк)
Ки́евская пло́щадь (укр.  Київський майдан ) — одна из центральных площадей Луцка.

## История
Киевская площадь представляет собой развилку двух давних улиц: Дубновская (направо) и Ривненская (налево). В начале XX века этот перекресток находился в селе Дворец, которое тогда же и присоединили к Луцку. Улица, где теперь разместился Киевская площадь, называлась Кременецкая или Дворецкая. Для устройства площади старое сельское кладбище и часть Кременецкой (Дворецкой) улицы снесли. Так происходило расширение города на восток.
На углу Ровенской и Дубновской располагался кинотеатр «Комсомолец», который был снесен во времена независимости и на его месте построено шестнадцатиэтажный жилой дом. В своё время перед кинотеатром стояли памятники: Хмельницком, Чкалову, Рабочий и колхозница.

## Расположение
К Киевский площади примыкают улицы Дубенская, Ровенская, Задворецкая, проспект Воли, улицы Кременецкий и Костопольского.

## Здания
На площади расположены:
- Волынская областная государственная администрация
- Государственная налоговая администрация в Волынской области
- Памятный знак борцам за свободу и независимость Украины.